# Antonio Carlos Robert Moraes
Antonio Carlos Robert Moraes (* 1954; † 16. Juli 2015) war ein brasilianischer Geograph.
Moraes promovierte 1991 unter Armando Corrêa da Silva an der Universität von São Paulo mit einer Arbeit über das koloniale Territorium Brasiliens im 16. Jahrhundert. Mit einer Arbeit über Kapitalismus, Geografie und Umwelt erhielt er 2000 die Livre docência an derselben Universität, wo er dann Dozent für Geografie und wissenschaftlicher Vizeleiter des Núcleo de Apoio à Pesquisa sobre Democratização e Desenvolvimento war.